# Pedicularis dasyantha
Pedicularis dasyantha — вид трав'янистих рослин родини вовчкові (Orobanchaceae), зростає в Норвегії й Північноєвропейській і Північно-Західній Азійській частинах Росії.

## Таксономічні примітки
Кордон між Pedicularis alopecuroides і P. dasyantha проходить десь на Таймирі.

## Опис
Це багаторічні поодинокі з дуже товстим коренем, розділене на кілька основних гілок, жовтих, коли свіжі (не на гербарних зразках). Каудекс 0.5–1(1.5) см завтовшки, верхня частина густо вкрита залишками листя, закінчується одною або більше розетками до 15–20 см в ширину на товстих гілках. Один або кілька прямостійних, простих квіткових стебел до 10–15(20) см заввишки, з кількома листками, густо запушені білими волосками. Види Pedicularis — пів-паразити, частково залежні від поживних речовин з інших видів, за допомогою кореневих з'єднань.
Суцвіття 8–15(25)-квіткові, на коротких квітконіжках. Нижні приквітки значно довші, ніж квіти, верхні приквітки коротші, ніж квіти. Черешки приквітків широко крилаті. Квіти моносиметричні, прямі. Віночок 1.2–2.0 см, темно-фіолетовий, рожевий або майже білий; нижня губа трилопатева рідкісно запушена, особливо з країв, верхня губа шоломоподібна, стисла з боків і з довгими волосками. Тичинок 4, 2 короткі й 2 довші. Плоди однокамерні серпоподібні капсули 10–14 × 6–10(11) мм, отвір у верхній частині і з великою кількістю насіння.

## Відтворення
Статеве розмноження насінням; немає вегетативного розмноження. Квітки пристосовані до запилення квітозапильними комахами і також можливо, що багато квітів самостійно запилюються. Жорсткі стебла і горішні отвори капсул пристосовані до балістичного розсіювання.

## Поширення
Північна Європа (Норвегія [вкл. Шпіцберген], Росія) й Північно-Західна Азія (Росія).
Найчастіше росте на від помірних до густих пустищах, схилах і терасах. Через пів-паразитичну поведінку, P. dasyantha завжди знаходиться близько до Dryas octopetala і ледь виживає в умовах рідкісної рослинності. Зростає на змішаних субстратах з хорошим або помірним дренажем і від приблизно нейтральної до основної реакції ґрунту (рН). Вимагає мінімум захисту снігу в зимовий період.